# インゲル＝ヘレネ・ニブローテン
インゲル＝ヘレネ・ニブローテン（Inger Helene Nybråten、1960年12月8日 - ）は、ノルウェー、オップラン県Nord-AurdalFagernes地区出身の元クロスカントリースキー選手。1980年代から1990年代にかけて国際大会で活躍した。

## プロフィール
ニブローテンは冬季オリンピックのリレーで合計3個（1984年金、1992年・1994年銀）、
ノルディックスキー世界選手権では計6個のメダル（1982年リレー金、1995年リレー銀、同15km銅、1989年・1991年・1993年リレー銅）を獲得した。
クロスカントリースキー・ワールドカップでは通算4勝（2位2回、3位5回）、総合は1983-1984シーズンの4位が最高位である。